# Internet Architecture Board
Internet Architecture Board (IAB) är en del av Internet Society de ansvarar bland annat för Internet Engineering Task Forces agenda och Internet Standards Process samt valet av RFC Editor (personen ansvarig för arkivering och publicering av RFC dokument).
Det som idag är IAB skapades ursprungligen 1979 av Defense Advanced Research Projects Agency som är en del av USA:s försvarsdepartement då med namnet Internet Configuration Control Board, först i januari 1992 blev IAB en del av Internet Society.